# 중시구 (타이난시)

중시 구의 위치

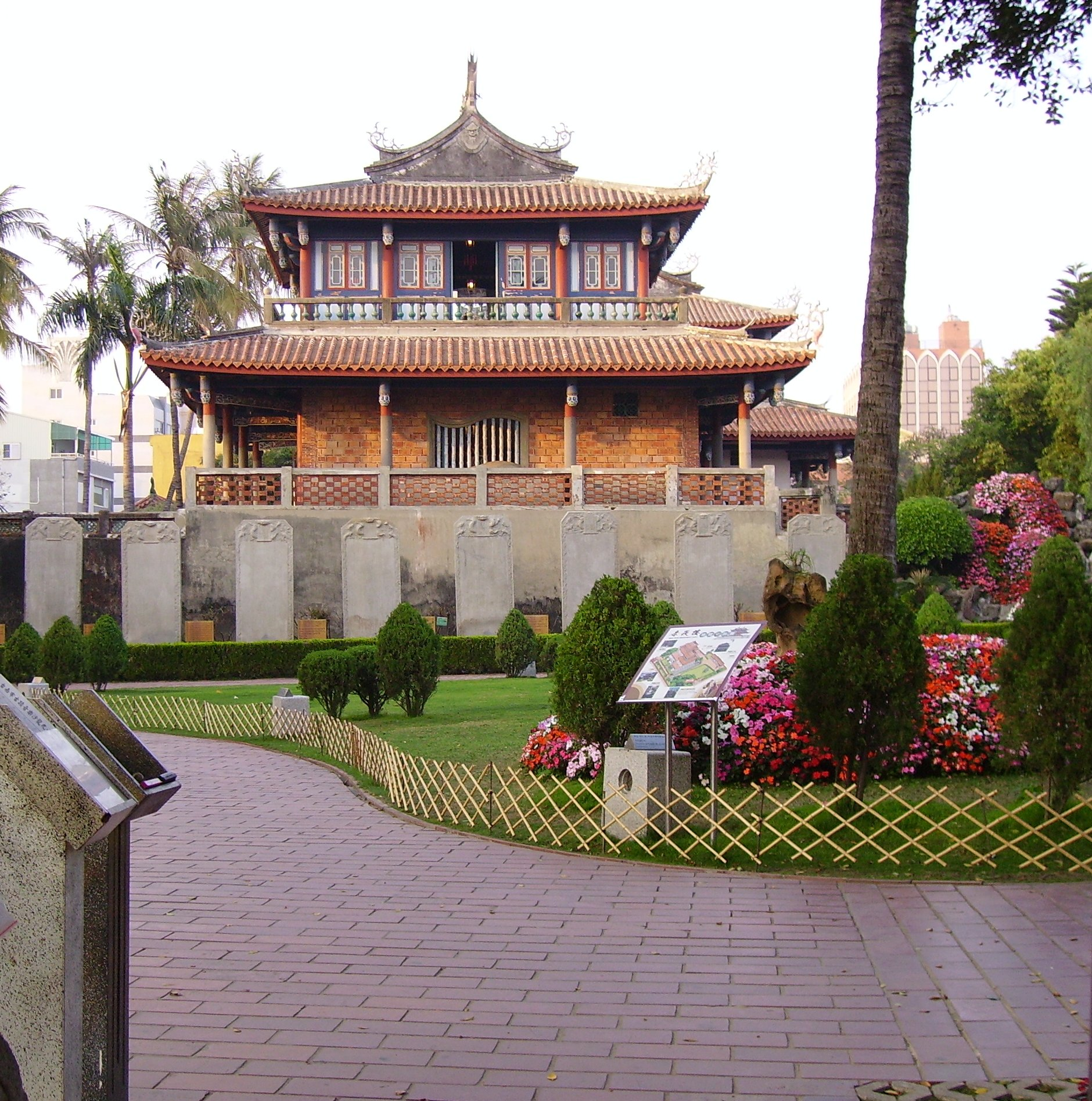
츠칸러우

중시구(한국어: 중서구, 중국어: 中西區, 병음: Zhōngxī Qū)는 중화민국 타이난시의 시할구이다. 넓이는 6.2600km2이고, 인구는 2015년 8월 기준으로 77,556명이다.
청나라 때 약 200년간 타이완의 수도로, 타이완에서 가장 먼저 개발된 곳이다.

## 역사
중시 구는 2004년 1월 1일에 중 구(中區)와 시 구(西區)가 합병해 탄생했다.

## 교육
- 국립 타이난 대학

## 교통
- 타이완 철로관리국 종관선

## 관광
- 츠칸러우
- 연평군왕사
- 오비묘

## 같이 보기
- 타이난시